# جين أهيرن
جين أهيرن (بالإنجليزية: Gene Ahern)‏ هو فنان قصص مصورة أمريكي، ولد في 1895 في شيكاغو في الولايات المتحدة، وتوفي في 6 مارس 1960 في لوس أنجلوس في الولايات المتحدة.